# Tandy Radio Shack WP-2
Tandy Radio Shack преносиви рачунар Wordprocessor WP-2 (преносиви рачунар Wordprocessor WP-2 / WP-3) је био преносиви рачунар фирме Тенди (Tandy Radio Shack) који је почео да се производи у САД током 1989. године.
Користио је NEC 70008A-6 (Zilog Z-80 компатибилан) микропроцесорску јединицу а РАМ меморија рачунара је имала капацитет од WP-2 : 32  (до 160 KB). 

## Детаљни подаци
Детаљнији подаци о рачунару преносиви рачунар Wordprocessor WP-2 су дати у табели испод.
|                       |                                                   |
| [ 1 ]                 |                                                   |
| Произвођач            | Тенди                                             |
| Тип                   | преносиви рачунар                                 |
| Меморија              | WP-2: 32 (до 160 KB)                              |
| Поријекло             | Сједињене Америчке Државе                         |
| Година                | 1989                                              |
| Тастатура             | тастатура са тастерима пуног помака, 62 тастера   |
| Процесор              |                                                   |
| Фреквенција процесора | 5,5296                                            |
| RAM                   | WP-2: 32 (до 160 KB)                              |
| ROM                   | 256 (BIOS, едитор текста + спел чекер)            |
| Текст                 | 80x8                                              |
| Графика               | 480x64                                            |
| Боја                  | монохроматски уграђени екран са текућим кристалом |
| Звук                  | пиезоелектрични звучник                           |
| Димензије             | 25,4 (висина) x 297 (ширина) x 210 (дубина) / 1,1 |
| Портови               |                                                   |
| Оперативни систем     |                                                   |